# Honda CR-Z
Pour les articles homonymes, voir CRZ.
La Honda CR-Z (Compact Renaissance Zero) est une hybride essence/électrique développée et produite par Honda.
Il s'agit de l'héritière de la CR-X produite durant les années 1980 et 1990.
La CR-Z a été annoncée par Honda le 9 octobre 2007 et présentée comme concept-car le 23 octobre 2007 au Tokyo Auto Show.
Le début de production a eu lieu fin 2009/début 2010. La commercialisation a débuté en juin 2010 en France.
La CR-Z a été élue voiture de l'année 2010 au Japon. 
Il reçoit un premier restylage début 2013.
En raison du succès mitigé du coupé, Honda arrête sa production pour l'Europe en 2014 et le retire de son site officiel en mars 2015.
Fin 2015, le CR-Z reçoit un nouveau restylage. Sa carrière se poursuit hors d'Europe jusqu'à la fin 2016.

## Phase I (2010-2012)
En juin 2010 commence la commercialisation du Honda CR-Z.
Il est propulsé par la combinaison d'un moteur essence de 114 ch assisté d'un moteur électrique de 14 ch pour une puissance combinée de 124 ch. Concernant la boîte de vitesses, notons que seule la boîte manuelle est disponible en France, la boîte automatique CVT étant principalement réservée au continent nord-américain et au Japon.
Le CR-Z est disponible en quatre finitions : S, Sport, GT et Luxury (la seule à proposer de série le toit panoramique). Des packs sont aussi disponibles pour enrichir et différencier les modèles ; citons les packs Electra, Métal ou encore Navi (avec le GPS).

## Phase II (2013-2015)
À partir de janvier 2013, Honda commercialise une deuxième phase de son CR-Z dans l'espoir de dynamiser les ventes. Ce restylage influe sur le caractère mécanique mais aussi sur le look du véhicule.
En matière mécanique, le CR-Z voit son ensemble moteur évoluer de 124 à 137 ch grâce notamment au remplacement des batteries NIMH par des batteries Lithium-Ion plus légères et plus puissantes. La consommation en carburant n'est pas modifiée et reste au niveau des autres voitures hybrides.
Quant au style, le CR-Z modifie subtilement ses faces avant et arrière. À l'intérieur, les changements sont plus marqués : le tableau de bord n'est plus bicolore mais seulement noir. Notons aussi l'apparition d'un bouton S+ sur le volant permettant pendant une durée de 10 secondes d'utiliser la pleine puissance de la batterie (similaire à un "boost"). Seuls deux niveaux de finition sont proposés : la GT et la Luxury.
Notons enfin qu'avec le durcissement des règles de bonus-malus écologique de janvier 2013, le CR-Z n'est plus éligible au bonus écologique en France.

## Honda CR-Z Mugen

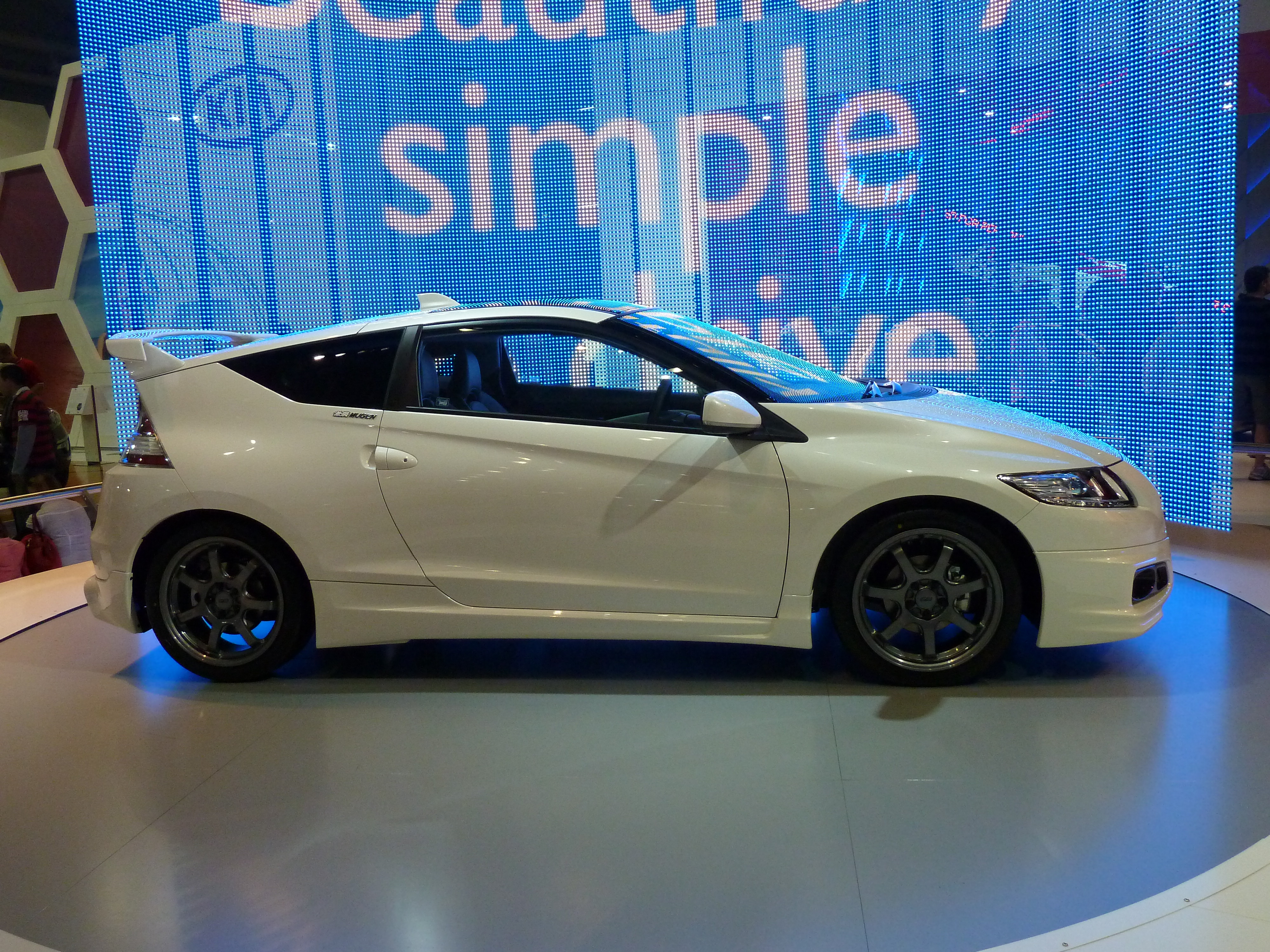
Honda CR-Z Mugen.

Préparateur historique des modèles Honda, Mugen a aussi développé une version musclée du CR-Z.
Au programme, l'ajout d'un compresseur grâce auquel le moteur thermique atteint 156 ch. Combiné au moteur électrique, la puissance atteint 174 ch. Cette CR-Z Mugen n'est disponible qu'au Japon et en Grande-Bretagne, et seulement en série limitée.

## CR-Z 202x?
Le 29 juillet 2020, Honda US fait une nouvelle demande pour le dépôt de la marque « CR-Z ». Seul le marché américain serait concerné.